# Ettersburg
Ettersburg település Németországban, azon belül Türingiában. Lakosainak száma 710 fő (2023. december 31.).

## Népesség
A település népességének változása:
| Lakosok száma | 651  | 667  | 711  | 700  | 710  |
|               | 2017 | 2019 | 2021 | 2022 | 2023 |